# Katerina Stikoudi
Katerina Stikoudi, en griego: Κατερίνα Στικούδη (nacida el 16 de abril de 1985 en Thessaloniki) es una ex modelo griega, cantante y ocasional presentadora de televisión que ganó el título de «Miss Hellas» (Miss Ελλάς) en el concurso Star Hellas 2005 y tuvo la oportunidad para representar a Grecia en el concurso de Miss Mundo.

## Biografía
Aparte de los concursos de belleza y el modelado, Katerina era una instructora de natación para niños y una estudiante en el TEI de Larissa en Larissa. También ha sido presentadora de televisión en numerosos shows griegos. También es una cantante que lanzó la canción «Mi». Además, Stikoudi fue nadadora de PAOK durante trece años.

## Discografía

### Álbumes
- 2011: Η Μουσική Μου / I Mousiki Mou
- 2013: Μ' Ένα Σου Φιλί / M' Ena Sou Fili
- 2015: Cliche
- 2018: Soundtrack

### Sencillos
- 2009: Τώρα / Tora (Feat. LAVA)
- 2010: Εμμονή / Emmoni (Feat. NEBMA)
- 2011: 6 Εκατομμύρια / 6 Ekatommyria
- 2012: Σενάριο / Senario
- 2012: Μη / Mi
- 2012: Απ' Την Αρχή / Ap' Tin Arxi
- 2012: Ο.Κ. (Δεν Τρέχει Τίποτα) / O.K. (Den Trexei Tipota)
- 2012: Σαν Να Μην Υπάρχω / San Na Min Yparxo
- 2013: Ψηλά Τακούνια / Psila Takounia
- 2013: Μίλια Μακριά / Milia Makria (Feat. Ablaze)
- 2014: Σ' Ένα Όνειρο / S' Ena Oneiro
- 2014: Η Γεύση Της Ζωής Μου / I Geysi Tis Zois Mou
- 2014: Τατουάζ / Tatouaz
- 2015: Συννεφιά / Synnefia
- 2015: Θα Σου Περάσει / Tha Sou Perasei (Feat. NEBMA)
- 2016: Voices
- 2016: I Like The Way
- 2016: Filahto
- 2016: Πιράνχας / Piranxas (Feat. TNS)
- 2017: Retro
- 2017: Kano Oti De Vlepo
- 2018: Intuited